# 우사첩
우사첩(雨師妾)은 중국 전설에 전해 내려오는 정령이자, 비의 여신이다. "산해경"에 등장하며, 우사국에서 우사와 교제하는 관계였다.

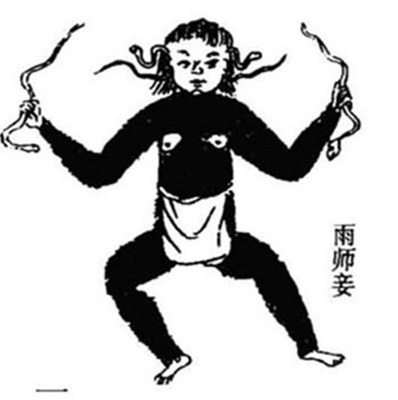
호문환이 묘사한 우사첩

## 전설
《산해경》에 따르면 북쪽에 살며 검은 피부에 양손에 뱀을 쥐고 있으며 왼쪽 귀에는 녹색 뱀이, 오른쪽 귀에는 붉은 뱀이 있다고 전해진다. 또한 《산해경》에서는 '일설에는 십일국(十日國)의 북쪽에 검은 몸과 얼굴을 가진 사람이 거북이를 가지고 있다.'라고도 언급하는데 뱀 대신 거북이를 안은 우사첩을 나타낸다.

## 대중문화
- 《신비아파트: 고스트볼 X의 탄생 두번째 이야기》에 나오는 우사첩과 《신비아파트: 고스트볼Z: 귀도퇴마사》에 나오는 백사첩은 이 신을 바탕으로 한 것이다. 작중 등장하는 우사첩의 성별은 모호하게 그려지며[5], 주인공 캐릭터 중 한 명인 신비가 우사첩에게 성별을 물어보자 거절했다.[6]